# Wesljana (Kama)
Die Wesljana (russisch Весля́на) ist ein linker Nebenfluss der Kama in der russischen Region Perm und in der Republik Komi.
Die Wesljana entsteht an der Südflanke des Nordrussischen Landrückens in der Republik Komi.
Sie fließt in überwiegend südlicher Richtung durch den äußersten Norden der Region Perm und trifft schließlich auf die im Oberlauf nach Osten strömende Kama, einem linken Nebenfluss der Wolga. 
Die Wesljana hat eine Länge von 266 km. Sie entwässert ein Areal von 7490 km².  
Die Wesljana wurde zumindest früher zum Flößen genutzt.
Bedeutendster Nebenfluss der Wesljana ist die Tschornaja von rechts.